# بدیع اصطرلابی
هبةالله بن حسین بغدادی با کنیهٔ ابوالقاسم، لقب‌گرفته به بدیعُ الزَّمان و شهرت‌یافته به بدیعِ اُسطُرلابی (?-۱۱۳۹م) اخترشناس، فیلسوف، پزشک، متکلم، ادیب و شاعر عربی عراقی بود. در اخترشناسی سده‌های میانه و به‌ویژه در اسطرلاب سرآمد بود. در روزگار مسترشد با امین‌الدوله بن تلمیذ (پزشک) دوستی داشت، در اصفهان به سال ۵۱۰ ق هردو حضور داشتند. بدیع همچنین دوست ابن قیسرانی شاعر بود. او بر اثر فلج کامل در ۱۱۳۹م/ ۵۳۴ ق در بغداد درگذشت. در حدود ۱۱۱۶، در اصفهان و سپس در بغداد می‌زیست، و در ۱۱۳۹–۱۱۴۰، در همان‌جا درگذشت. در ۱۱۳۹–۱۱۴۰، رصدهایی تحت سرپرستی او در قصر مغیث‌الدین محمود سلطان سلجوقی عراق (۱۱۱۷–۱۱۳۱)، صورت گرفت. بدیع، زیجی ساخت و آن را به‌نام آن پادشاه زیج محمودی نام نهاد.

## آثار
- اختصار دیوان ابی‌عبدالله الحسین بن الحجاج: که آن را دُرة التاج من شعر ابن الحجاج نامید.
- زِیج یا المعرب المحمودی
- رسالةٌ فی الکُرة ذاتِ الکُرسی
- رسالةٌ فی الآلات الشاملة: که آن را تکمیل نمود.